# 连衣裙
连衣裙，又稱洋裝、連身裙、袍衫裙，是指上衣和下裙相連的服装。

## 历史
在中世纪以前．西方大多数裙子属于连衣裙，到了16世纪以后，上衣和裙子就逐渐分离开了。第一次世界大战之后，妇女服的主流仍然是连衣裙。连衣裙的种类也就变得多种多样。
中国古代的深衣，其上衣与下裳（裙）相连，也可以看作一种连衣裙。

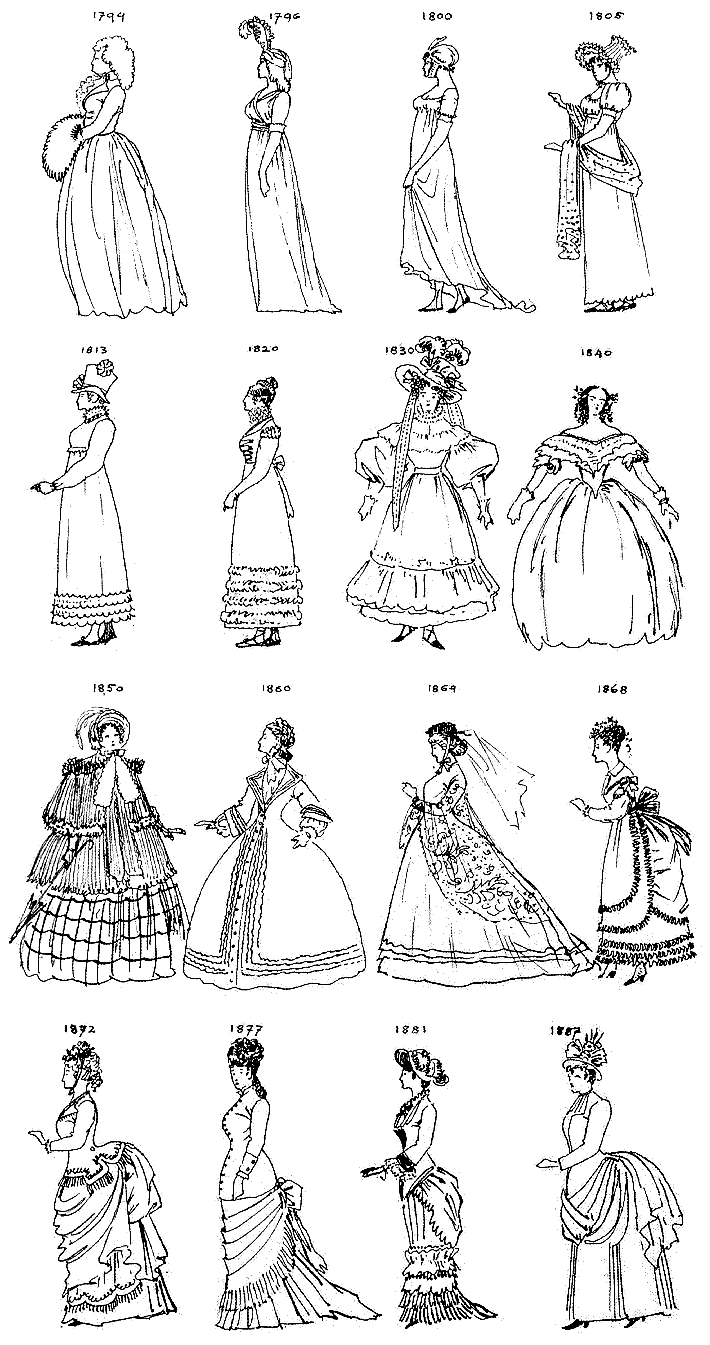
1794-1887年间法国连衣裙流行款式的变迁

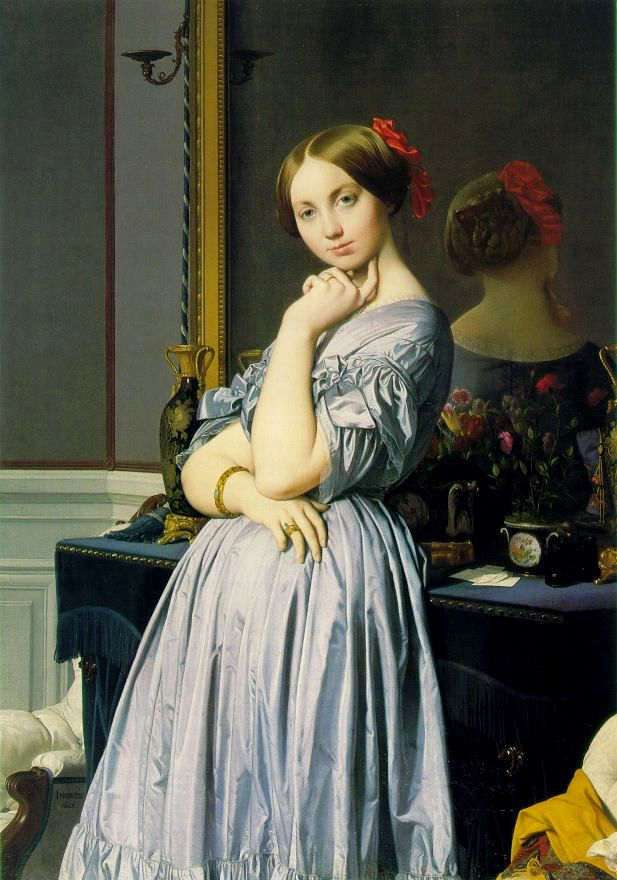
安格尔作品

中国建政后，俄罗斯风格的连衣裙流传至中国大陆。这种短袖的俄罗斯风格连衣裙被称为布拉吉，即俄语连衣裙（Платье）的音译。后来布拉吉被视为哈尔滨话中特有的词汇。

## 分类

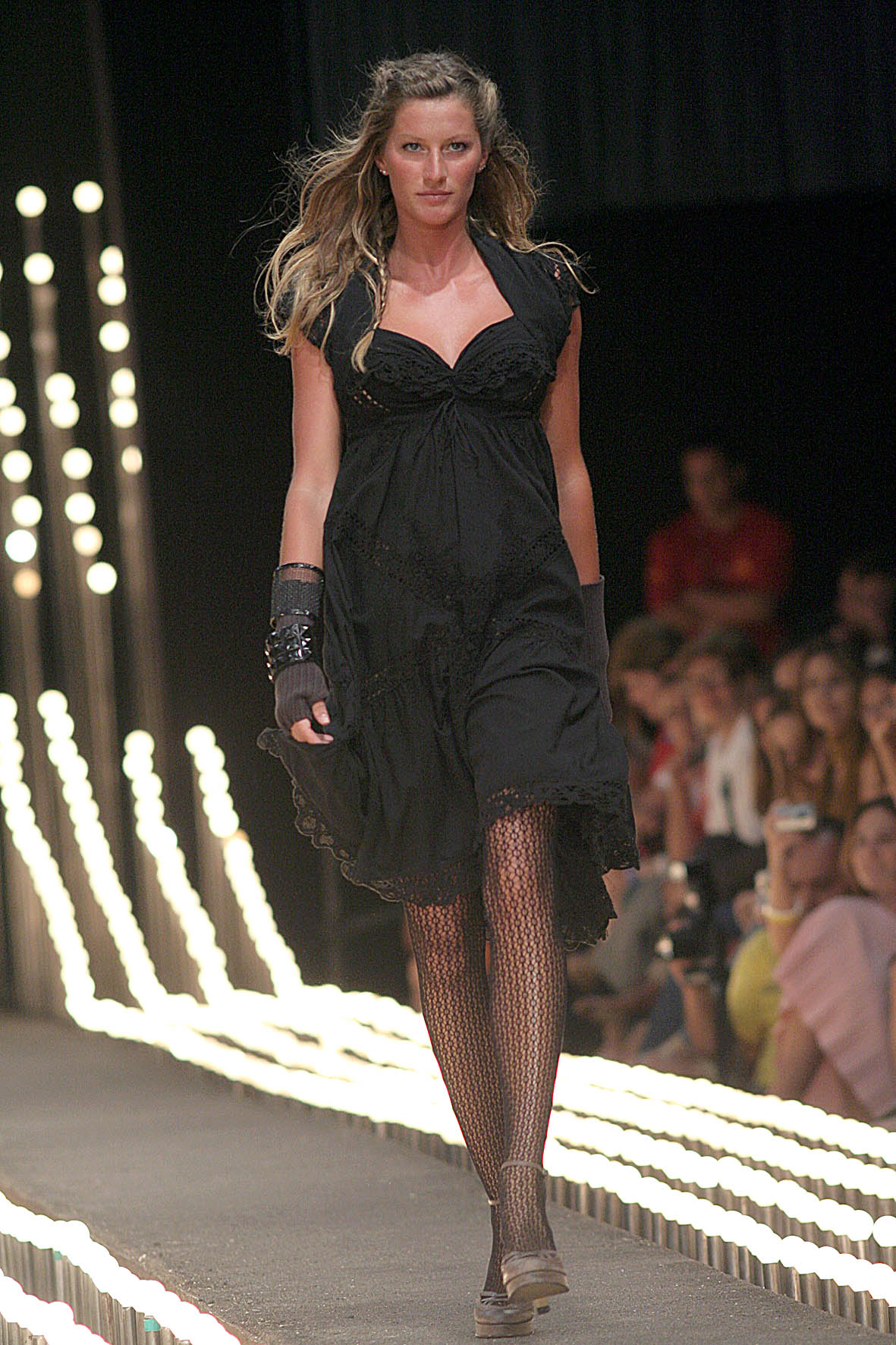
时装袍衫裙

可分为接腰型和连腰型两大类。

### 接腰型
- 低腰型：接腰的位置按衣长的比例而定，如果裙子是喇叭形或抽裕形、打褶形，下摆较大。
- 高腰型：接腰位置在腰围线以上的裙子。大多数的形状是收腰、宽摆。这种连衣裙又叫（拿破仑）帝国女服。
- 标准型：接腰位置在身体的最细部位。

### 连腰型
- 贴身型：比起直简型还要合体、紧身的连衣裙。裙子的侧缝线是呈自然下落的直线形。
- 带公主线型：通过从肩部到下摆的竖破缝线来体现曲线美的连衣裙。这种连衣裙强调宽摆、收腰，像公主线和刀背线，这样在纵向放入的破缝线易于适合体型，也易于造出喜欢的形状和立体感。
- 帐篷型：有直接从连衣裙上部就开始宽松、扩展的形状，也有从人体胸部以下朝下摆扩展的形状。

## 用途
连衣裙被各年龄段的人作为上衣与裤子（或半身裙）组合的替代品。连衣裙经常为少女穿着，成年女性将它作为正式的装束。连衣裙，同其他外衣一样，通常需要同时穿着内衣。连衣裙穿着者可能穿某种短裤与衬裙作为内衣。連身裙潜在的缺点包括，对身体行动（如爬楼梯或梯子）来说经常太长太笨重，特别是有暴露穿着者内衣的风险。另外，一些类型的連身裙需要助手来帮忙穿着。尽管如此，连衣裙比许多类型的裤子要凉爽，限制少。在如舞会和婚礼等特殊场合，连衣裙依然盛行。